# Aix-en-Ergny
Aix-en-Ergny ist eine französische Gemeinde mit 201 Einwohnern (Stand 1. Januar 2022) im Département Pas-de-Calais in der Region Hauts-de-France. Sie gehört zum Arrondissement Montreuil und zum Kanton Lumbres. Die Einwohner werden Aixois genannt.

## Lage
Die Gemeinde Aix-en-Erdny liegt im Artois an der oberen Aa, 36 Kilometer südöstlich von Boulogne-sur-Mer. Nachbargemeinden von Aix-en-Ergny sind Campagne-lès-Boulonnais im Norden, Thiembronne im Nordosten, Ergny im Westen, Rumilly im Osten sowie Herly im Süden.

## Bevölkerungsentwicklung
| Jahr      | 1962 | 1968 | 1975 | 1982 | 1990 | 1999 | 2006 | 2014 | 2022 |
| Einwohner | 145  | 159  | 147  | 128  | 120  | 104  | 133  | 181  | 201  |

## Sehenswürdigkeiten

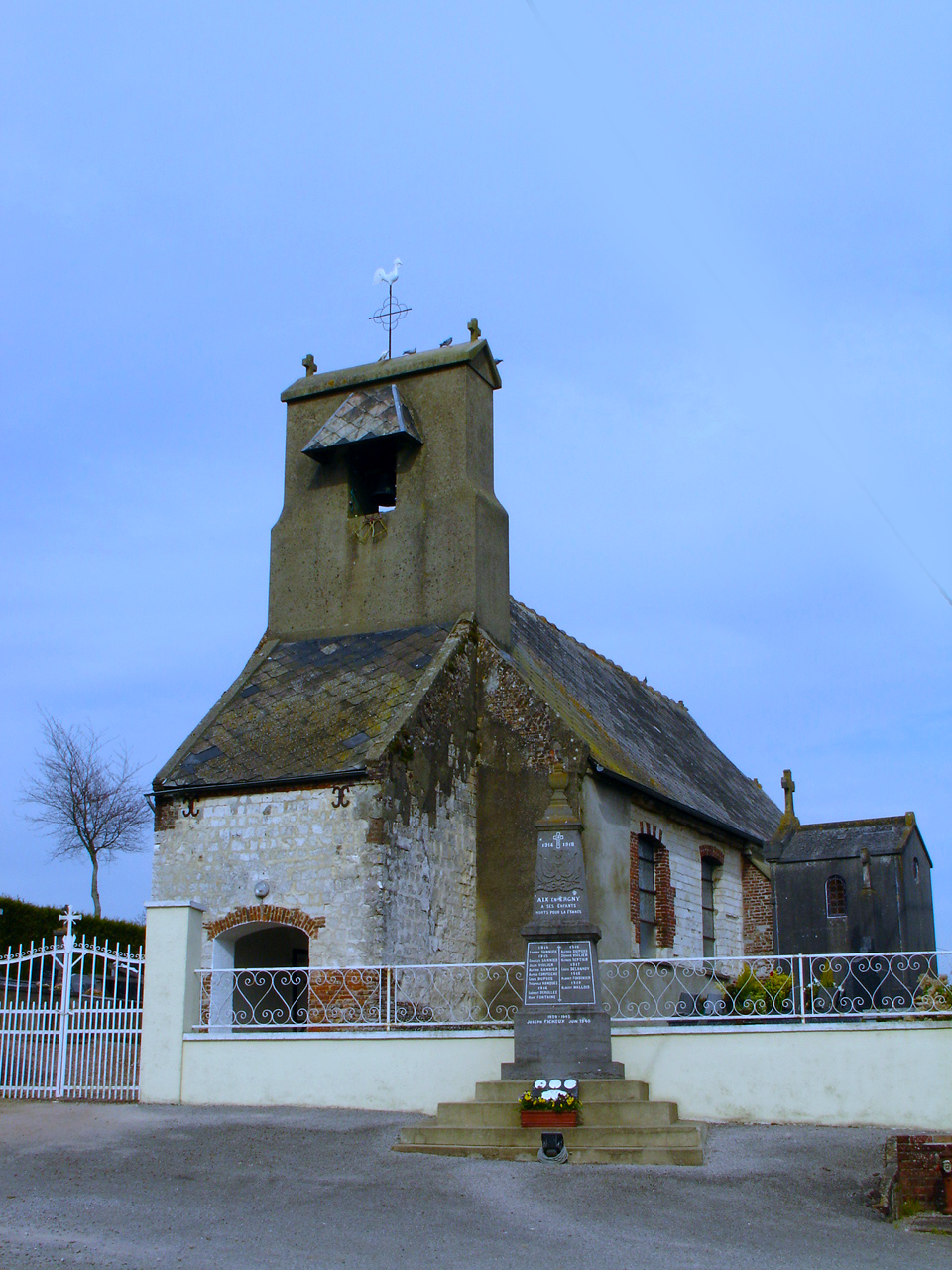
Kirche Saint-Léger
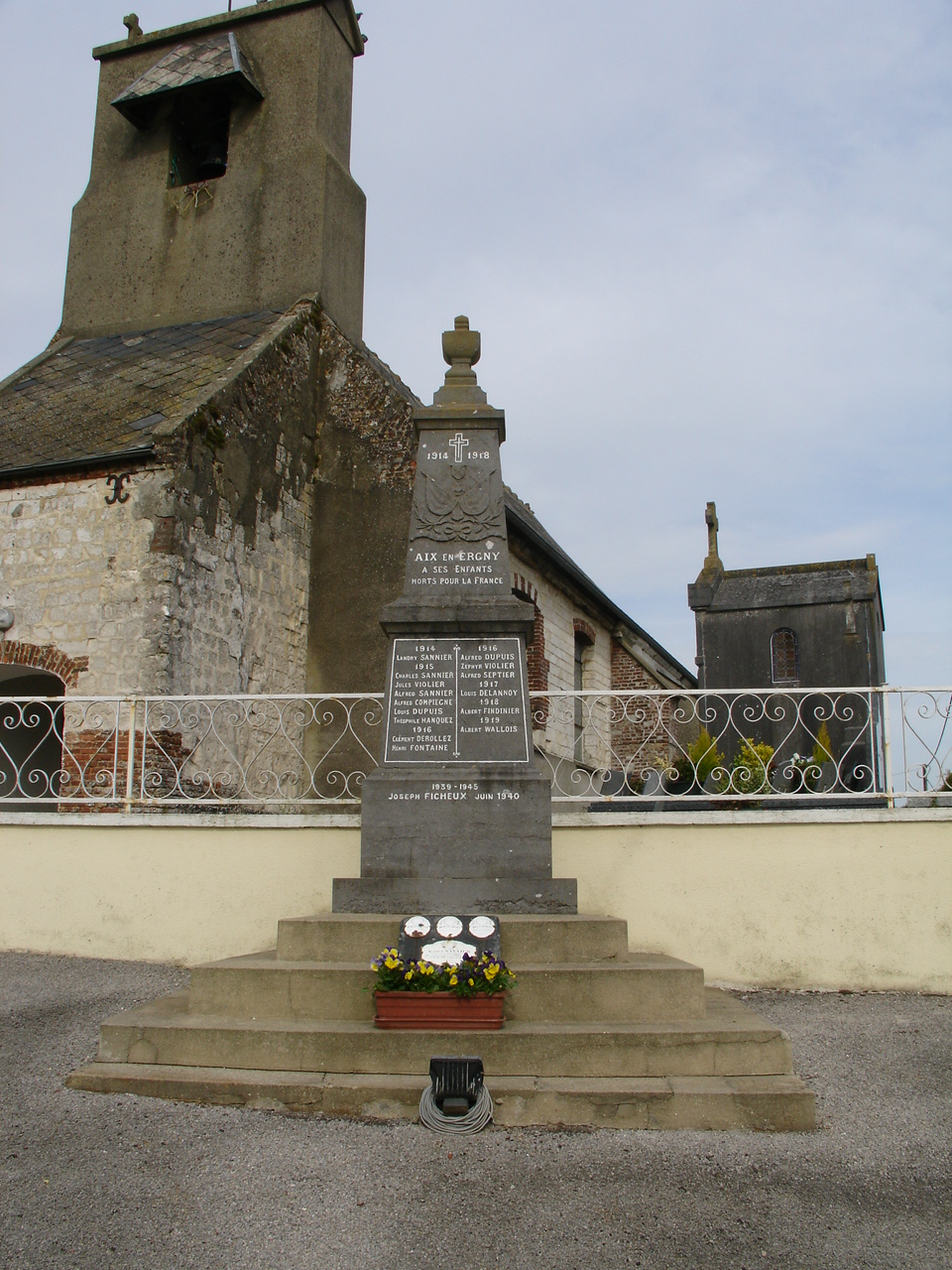
Gefallenendenkmal

- Kirche Saint-Léger
- Gefallenendenkmal